# Filellum antarcticum
Filellum antarcticum är en nässeldjursart som först beskrevs av Gustav Hartlaub 1904.  Filellum antarcticum ingår i släktet Filellum och familjen Lafoeidae. Inga underarter finns listade i Catalogue of Life.